# Famoso per essere famoso

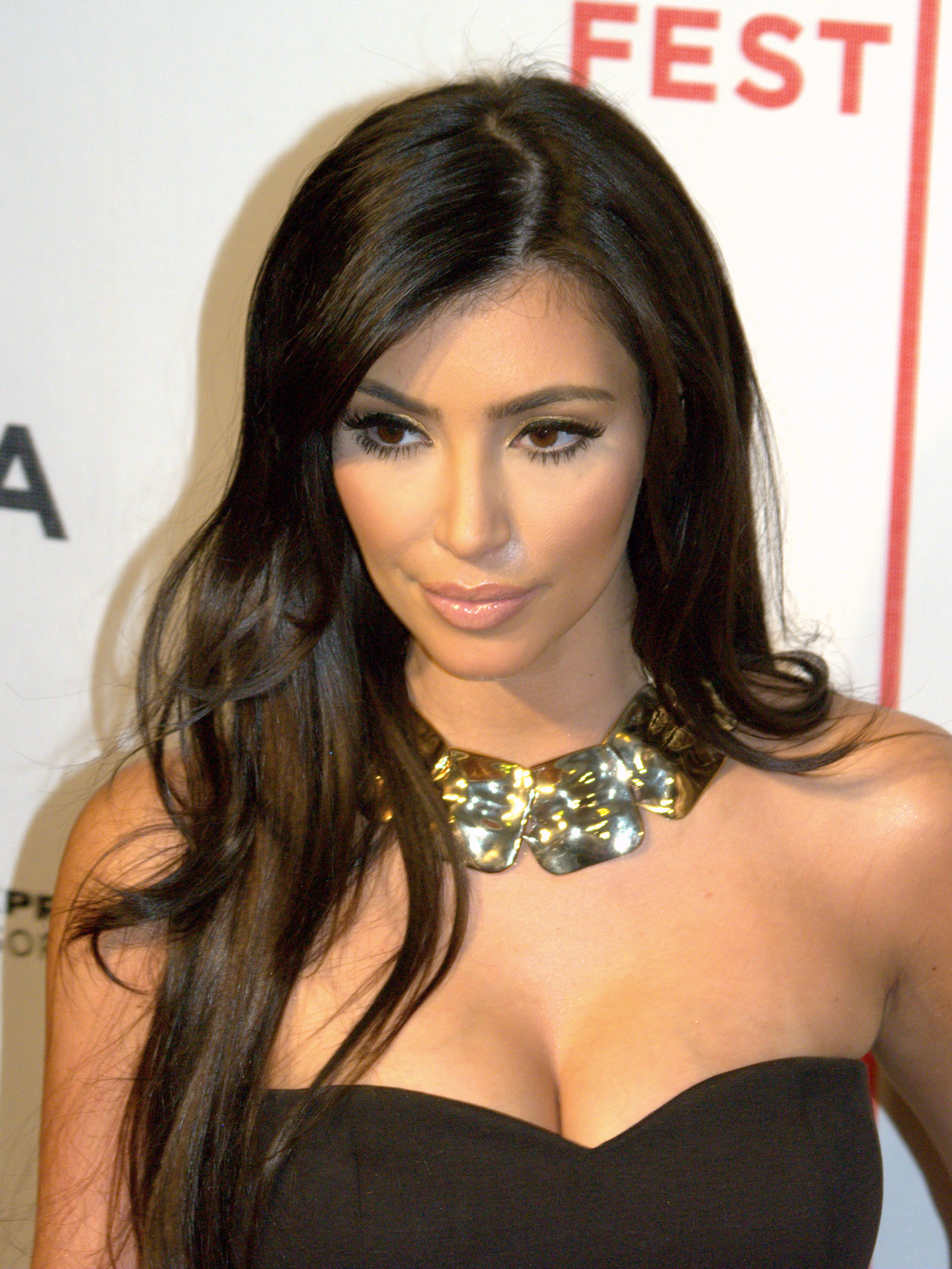
Kim Kardashian è stata spesso descritta come una donna "famosa per essere famosa"

Famoso per essere famoso è una locuzione, usata solitamente in USA (famous for being famous) e poi adottata in altre nazioni, con cui nella cultura di massa si fa riferimento a qualcuno che ha raggiunto la celebrità senza un motivo particolare o che l'abbia conseguita attraverso l'associazione con un personaggio famoso.  Il termine è peggiorativo e suggerisce che l'individuo in questione non ha particolari talenti o abilità. Talvolta, anche quando la fama deriva da un particolare talento o da una precisa attività, il termine viene applicato se la popolarità del personaggio è percepita come sproporzionata rispetto al reale talento o al tipo di attività.

## Origini del termine
Il termine deriva da un saggio dello storico Daniel J. Boorstin del 1962 intitolato The Image: A Guide to Pseudo-events in America. In esso, Boorstin definiva le celebrità come "a person who is known for his well-knownness" ("una persona nota in quanto ben nota"). Boorstin sosteneva inoltre che la rivoluzione grafica del giornalismo e di altre forme di comunicazione aveva separato la "fama" dalla "grandezza", e che questa separazione aveva affrettato il decadimento della "fama" nella mera "notorietà".
Nel corso degli anni, la frase è stata citata come "a celebrity is someone who is famous for being famous" ("una celebrità è qualcuno che è famoso in quanto famoso"). Neal Gabler ha raffinato la definizione di celebrità, per distinguere quelli che hanno ottenuto riconoscibilità pur non avendo fatto nulla di significativo, un fenomeno che lui ha definito il "fattore Zsa Zsa" in onore di Zsa Zsa Gábor, che sfruttò il suo matrimonio con George Sanders per costruirsi una breve carriera cinematografica, quindi una duratura celebrità.
Gabler ha definito le celebrità con il termine “intrattenimento umano”, con cui egli intende una persona che offre intrattenimento al pubblico, semplicemente vivendo. Il termine famous for being famous è stato spesso applicato anche in contesti diversi, come per esempio riferito ad attrazioni turistiche come la Torre Eiffel. Altri esempi includono posti di cui ci si è scordati il vero motivo che li ha resi celebri, come l'Empire State Building.

## Esempi
Fra gli esempi di persone a cui i media si sono spesso riferiti utilizzando la frase famous for being famous si possono citare Kevin Federline, ex marito di Britney Spears, l'ereditiera Paris Hilton, Kim Kardashian, figlia dell'avvocato Robert Kardashian, John F. Kennedy, Jr., figlio minore del presidente John Kennedy, l'attore Spencer Pratt e Nicole Richie, figlia di Lionel Richie.
In Italia la frase è stata utilizzata anche in riferimento alla blogger Chiara Ferragni.